# Pieta (Kalifornia)
Pieta – obszar niemunicypalny w Mendocino County, w Kalifornii (Stany Zjednoczone), na wysokości 145 m. Znajduje się 8 km na południowy wschód od Hopland.